# ツバイソOffice
ツバイソOffice（ツバイソオフィス）はツバイソ株式会社がクラウド／SaaSとして提供しているERPソフトウェアである。
販売管理、購買管理、決算会計管理、消費税管理、財務管理、旅費・経費精算管理、資産管理、給与管理、人事管理、年末調整・法定調書管理、スケジューラ、ナレッジベースなどの各管理システムが１つにパッケージ化されているERPである。
会計ソフトで通常必要となる仕訳が、販売管理や給与計算などを行うことにより自動的に行われ、リアルタイムに貸借対照表、損益計算書などの決算書が作成される。
iPhone、Androidなどのスマートフォン端末やiPadなどのタブレット端末にも対応している。

## 名前の由来
出世魚のブリの幼魚を能登半島周辺で「つばいそ」と呼ぶ。つばいそと同じく、ユーザー企業やツバイソが成長してもらいたいという思いから名付けられている。